# Emmett Toppino
Martin Emmett Toppino (New Orleans, 1º luglio 1909 – New Orleans, 8 settembre 1971) è stato un velocista statunitense.

## Palmarès

### Olimpiadi
- Oro a Los Angeles 1932 nella staffetta 4×100 metri.